# Georges Lemmen
Georges Lemmen (Schaerbeek, 25 de novembro de 1865 — Uccle, 15 de julho de 1916) foi um pintor  neoimpressionista belga. Foi membro do Les XX, de 1888.  Suas obras incluem The Beach at Heist, Aline Marechal e Vase of Flowers. Yvonne Serruys estudou em seu workshop em Bruxelas de 1892 a 1894.
Durante a segunda metade dos anos 1880, depois que Georges Seurat e outros neo-impressionistas apresentam seus quadros no Salão dos XX, em Bruxelas, vários artistas belgas se convertem à técnica do pontilhismo.
Georges Lemmen, com apenas vinte anos de idade, faz parte desse grupo de entusiastas. Progressivamente, Lemmen suaviza as teorias de Seurat.  A partir de 1891, sob a influência de seu conterrâneo Henry van de Velde, suas obras apresentam uma estilização própria do Art Nouveau. Esta marinha ao sol poente contém ressonâncias simbolistas típicas da corrente neo-impressionista belga, assaltada por uma inquietação metafísica.

## Galeria

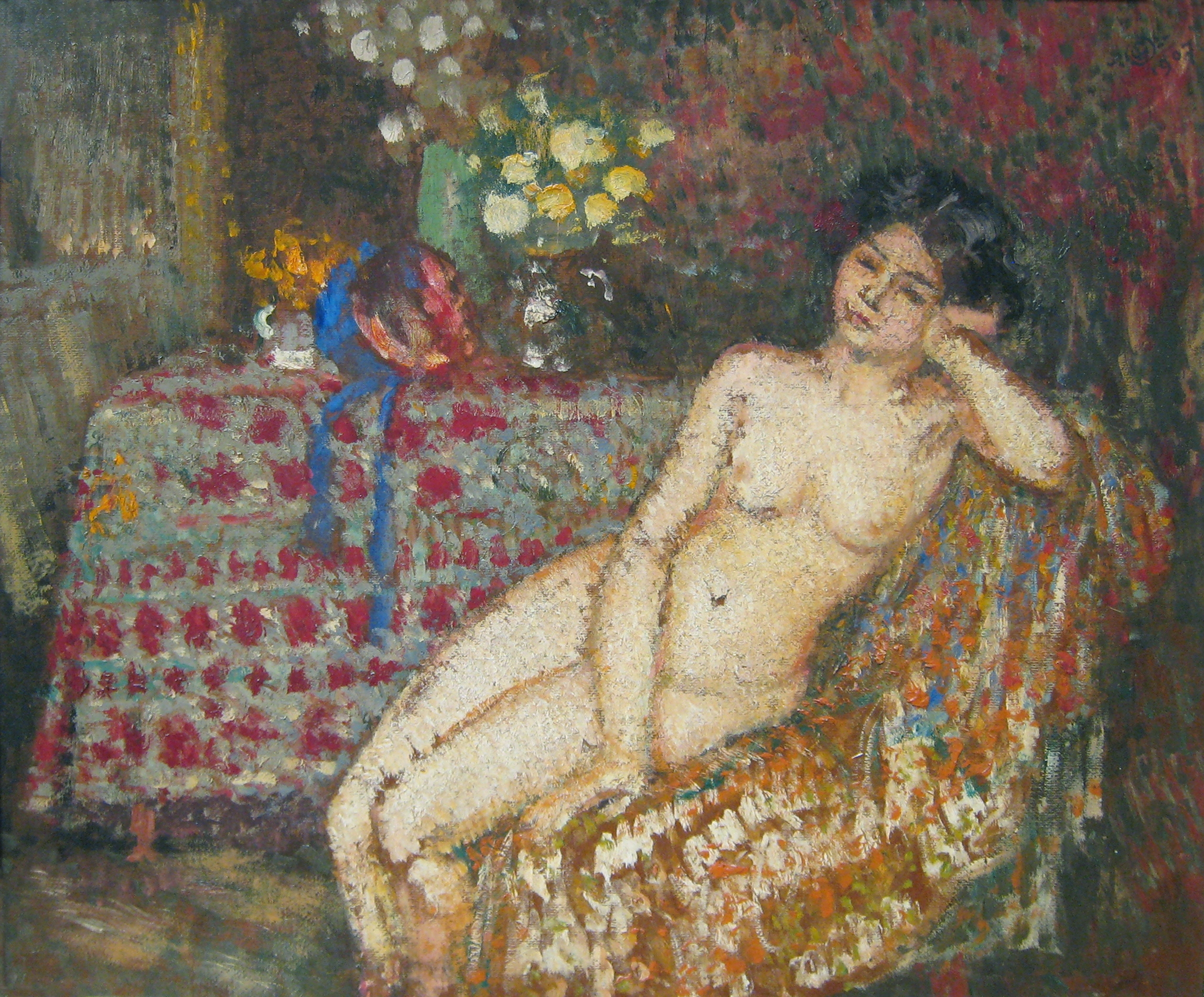
Nu, (1907), Musée communal des beaux-arts d'Ixelles, Bruxelas.
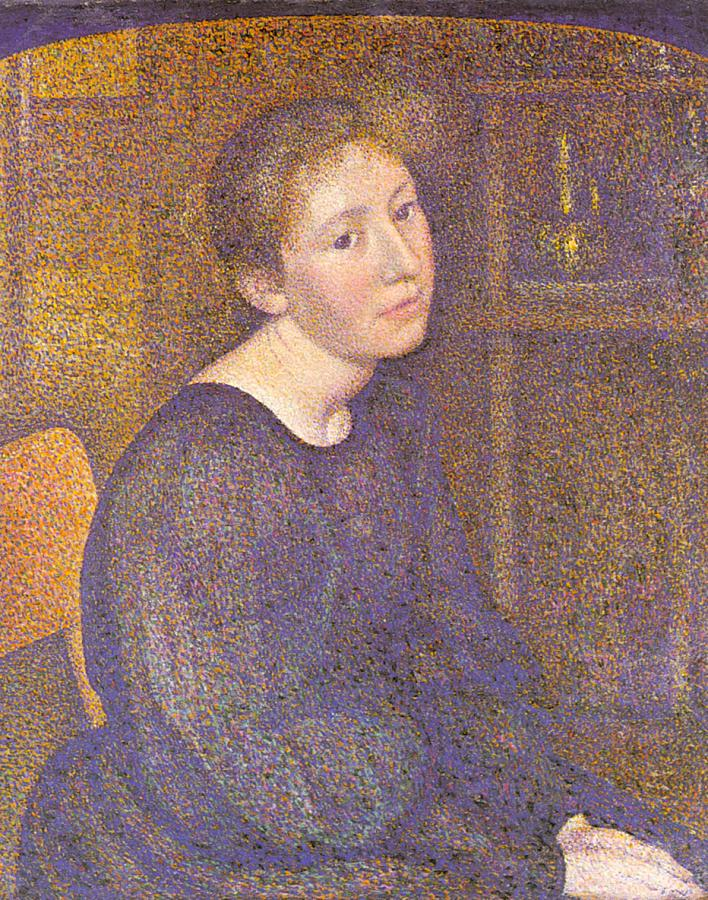
Retrato de Madame Lemmen (1893), Museu de Orsay, Paris.
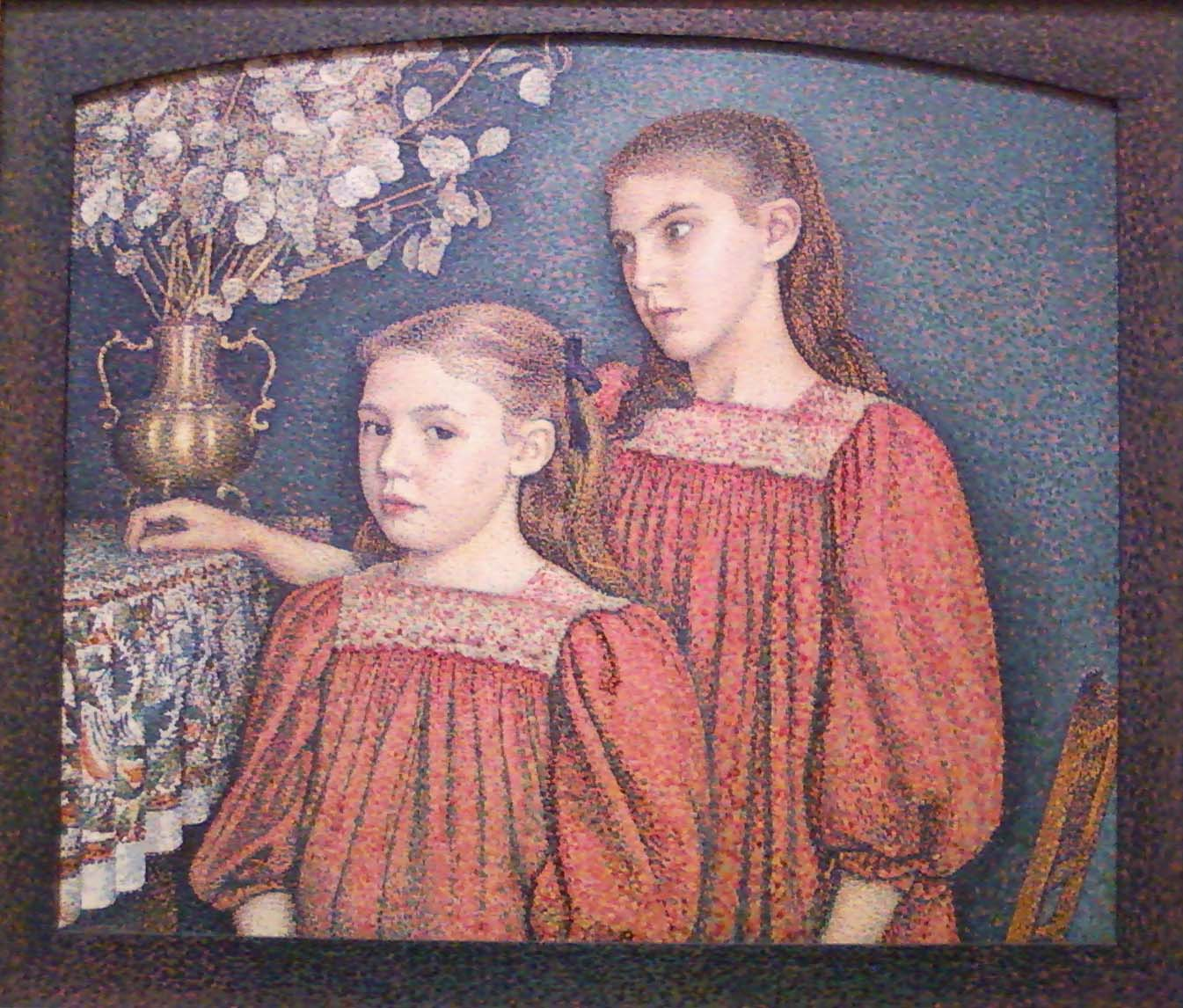
As Duas Irmãs ou As irmãs Serruys (1894), Museu de Artes de Indianapolis.
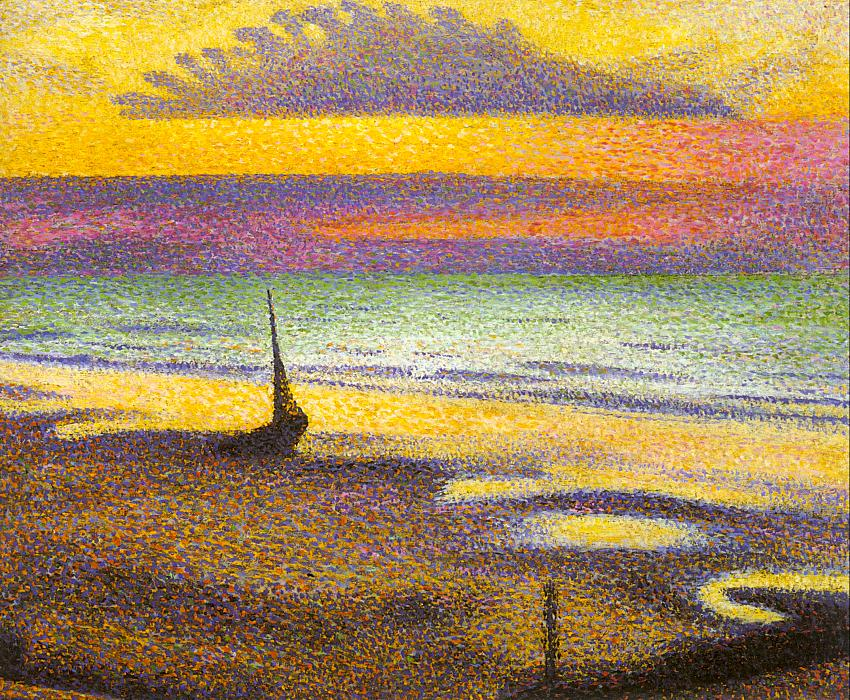
Beach at Heist,  (1891/2), Museu de Orsay, Paris.